# Sukumo, Kōchi
Sukumo (宿毛市 Sukumo-shi) là thành phố thuộc tỉnh Kōchi, Nhật Bản. Tính đến ngày 1 tháng 10 năm 2020, dân số ước tính thành phố là 19.033 người và mật độ dân số là 67 người/km2. Tổng diện tích thành phố là 286,2 km2.

## Địa lý

### Đô thị lân cận
- Kōchi
  - Tosashimizu
  - Shimanto
  - Ōtsuki
  - Mihara
- Ehime
  - Uwjima
  - Ainan

### Khí hậu
| Dữ liệu khí hậu của Sukumo, Kōchi        | Dữ liệu khí hậu của Sukumo, Kōchi | Dữ liệu khí hậu của Sukumo, Kōchi | Dữ liệu khí hậu của Sukumo, Kōchi | Dữ liệu khí hậu của Sukumo, Kōchi | Dữ liệu khí hậu của Sukumo, Kōchi | Dữ liệu khí hậu của Sukumo, Kōchi | Dữ liệu khí hậu của Sukumo, Kōchi | Dữ liệu khí hậu của Sukumo, Kōchi | Dữ liệu khí hậu của Sukumo, Kōchi | Dữ liệu khí hậu của Sukumo, Kōchi | Dữ liệu khí hậu của Sukumo, Kōchi | Dữ liệu khí hậu của Sukumo, Kōchi | Dữ liệu khí hậu của Sukumo, Kōchi |
| Tháng                                    | 1                                 | 2                                 | 3                                 | 4                                 | 5                                 | 6                                 | 7                                 | 8                                 | 9                                 | 10                                | 11                                | 12                                | Năm                               |
| ---------------------------------------- | --------------------------------- | --------------------------------- | --------------------------------- | --------------------------------- | --------------------------------- | --------------------------------- | --------------------------------- | --------------------------------- | --------------------------------- | --------------------------------- | --------------------------------- | --------------------------------- | --------------------------------- |
| Cao kỉ lục °C (°F)                       | 22.4 (72.3)                       | 22.9 (73.2)                       | 25.9 (78.6)                       | 27.8 (82.0)                       | 32.7 (90.9)                       | 33.1 (91.6)                       | 37.3 (99.1)                       | 39.5 (103.1)                      | 35.9 (96.6)                       | 31.0 (87.8)                       | 27.2 (81.0)                       | 24.3 (75.7)                       | 39.5 (103.1)                      |
| Trung bình ngày tối đa °C (°F)           | 11.6 (52.9)                       | 12.7 (54.9)                       | 15.8 (60.4)                       | 20.1 (68.2)                       | 23.8 (74.8)                       | 25.8 (78.4)                       | 29.7 (85.5)                       | 31.1 (88.0)                       | 28.5 (83.3)                       | 24.2 (75.6)                       | 19.1 (66.4)                       | 14.0 (57.2)                       | 21.4 (70.5)                       |
| Trung bình ngày °C (°F)                  | 7.4 (45.3)                        | 8.2 (46.8)                        | 11.2 (52.2)                       | 15.6 (60.1)                       | 19.5 (67.1)                       | 22.6 (72.7)                       | 26.4 (79.5)                       | 27.4 (81.3)                       | 24.6 (76.3)                       | 19.6 (67.3)                       | 14.5 (58.1)                       | 9.4 (48.9)                        | 17.2 (63.0)                       |
| Tối thiểu trung bình ngày °C (°F)        | 3.3 (37.9)                        | 3.8 (38.8)                        | 6.6 (43.9)                        | 11.0 (51.8)                       | 15.4 (59.7)                       | 19.6 (67.3)                       | 23.7 (74.7)                       | 24.4 (75.9)                       | 21.3 (70.3)                       | 15.7 (60.3)                       | 10.3 (50.5)                       | 5.3 (41.5)                        | 13.4 (56.0)                       |
| Thấp kỉ lục °C (°F)                      | −5.0 (23.0)                       | −5.3 (22.5)                       | −3.7 (25.3)                       | −0.2 (31.6)                       | 5.0 (41.0)                        | 11.3 (52.3)                       | 15.7 (60.3)                       | 16.3 (61.3)                       | 10.0 (50.0)                       | 4.5 (40.1)                        | −0.1 (31.8)                       | −3.3 (26.1)                       | −5.3 (22.5)                       |
| Lượng Giáng thủy trung bình mm (inches)  | 65.1 (2.56)                       | 90.4 (3.56)                       | 135.9 (5.35)                      | 157.0 (6.18)                      | 194.6 (7.66)                      | 328.6 (12.94)                     | 275.1 (10.83)                     | 245.3 (9.66)                      | 254.3 (10.01)                     | 168.3 (6.63)                      | 102.2 (4.02)                      | 76.3 (3.00)                       | 2.093,1 (82.41)                   |
| Lượng tuyết rơi trung bình cm (inches)   | 2 (0.8)                           | 2 (0.8)                           | 0 (0)                             | 0 (0)                             | 0 (0)                             | 0 (0)                             | 0 (0)                             | 0 (0)                             | 0 (0)                             | 0 (0)                             | 0 (0)                             | trace                             | 4 (1.6)                           |
| Số ngày giáng thủy trung bình (≥ 1.0 mm) | 7.2                               | 8.2                               | 10.7                              | 9.4                               | 9.2                               | 13.7                              | 10.8                              | 9.6                               | 11.3                              | 7.8                               | 7.2                               | 6.8                               | 111.9                             |
| Số ngày tuyết rơi trung bình (≥ 1 cm)    | 0.5                               | 0.5                               | 0                                 | 0                                 | 0                                 | 0                                 | 0                                 | 0                                 | 0                                 | 0                                 | 0                                 | 0.1                               | 1.1                               |
| Độ ẩm tương đối trung bình (%)           | 63                                | 63                                | 65                                | 67                                | 72                                | 80                                | 80                                | 78                                | 77                                | 73                                | 70                                | 66                                | 71                                |
| Số giờ nắng trung bình tháng             | 155.8                             | 159.8                             | 184.5                             | 194.4                             | 194.8                             | 134.4                             | 196.6                             | 221.0                             | 173.3                             | 182.2                             | 163.1                             | 153.5                             | 2.115,5                           |
| Nguồn: Cục Khí tượng Nhật Bản            |                                   |                                   |                                   |                                   |                                   |                                   |                                   |                                   |                                   |                                   |                                   |                                   |                                   |

## Giao thông

### Đường sắt
Ga Tosa Kuroshio: Tuyến Sukumo
- Kōgyōdanchi - Hirata - Higashi-Sukumo - Sukumo

### Cao tốc/Xa lộ
- Quốc lộ 56
- Quốc lộ 321